# Stigmaphyllon maynense
Stigmaphyllon maynense là một loài thực vật có hoa trong họ Malpighiaceae. Loài này được Huber miêu tả khoa học đầu tiên năm 1906.